# Омар Мармуш
Омар Халед Мохамед Абд Эльсала Мармуш (араб. عمر خالد محمد مرموش‎; род. 7 февраля 1999, Каир) — египетский футболист, нападающий клуба «Манчестер Сити» и сборной Египта.

## Клубная карьера

### «Вади Дегла»
Мармуш начал карьеру в клубе «Вади Дегла». 8 июля 2016 года в матче против «Аль-Иттихада» он дебютировал за команду в чемпионате Египта. 9 апреля 2017 года в поединке против «Аль-Шаркии» забил свой первый гол за «Вади Дегла». Всего провёл за клуб 16 матчей в чемпионате, в которых забил два мяча.

### «Вольфсбург»
Летом 2017 года перешёл в немецкий «Вольфсбург», подписав контракт до лета 2020 года. Для получения игровой практики начал выступать за дублирующий состав, выступавший в Региональной лиге. Кроме того, провёл три матча в составе юношеской команды в рамках юношеского чемпионата Германии. Весной 2019 года с командой дублёров стал чемпионом Региональной лиги «Север» и принял участие в стыковых матчах за выход в Третью лигу, где его команда уступила «Баварии II».
В сезоне 2019/20 на момент остановки сезона из-за пандемии COVID-19 Мармуш отметился 9 голами и 2 голевыми передачами в 16 матчах Региональной лиги. 26 мая 2020 года в матче против «Байера 04» дебютировал в Бундеслиге. До окончания сезона Мармуш продолжал появляться на поле в последние минуты матчей и продлил контракт с клубом до 2023 года.
5 августа 2020 года дебютировал в еврокубках в матче 1/8 финала Лиги Европы УЕФА против «Шахтёра» (Донецк), в котором «Вольфсбург» уступил со счётом 0:3 и вылетел из турнира. В первой половине сезона 2020/21 вышел на замену лишь один раз.

#### Аренда в «Санкт-Паули»
В начале 2021 года Мармуш был арендован «Санкт-Паули», который был под угрозой вылета из Второй Бундеслиги. 6 января в матче против «Вюрцбургер Киккерс» дебютировал во Второй Бундеслиге. 9 января в поединке против «Хольштайна» забил свой первый гол за «Санкт-Паули». Всего в 21 матче забил 7 голов и помог клубу закончить сезон в середине таблицы.

#### Аренда в «Штутгарт»
Летом 2021 года на правах аренды перешёл в «Штутгарт». В матче против франкфуртского «Айнтрахта» дебютировал за новую команду и забил свой первый гол за «Штутгарт». В сентябре 2021 года был признан новичком месяца в Бундеслиге. 11 декабря 2021 года в матче против «Вольфсбурга» отдал голевую передачу на Константиноса Мавропаноса, а на 79-й минуте не реализовал пенальти, попав в перекладину после удара в стиле Паненки. В марте 2022 года был повторно признан новичком месяца. Всего за команду сыграл в 21 матче чемпионата и забил 3 мяча.

#### Возвращение в «Вольфсбург»
30 июля 2022 года Мармуш забил свой первый мяч за взрослую команду «Вольфсбурга» в матче Кубка Германии против «Карл Цейсса» (1:0). По ходу сезона 2022/23 под руководством Нико Ковача появлялся на поле почти в каждом матче, но не был регулярным игроком основного состава. Отметился голом в обоих матчах чемпионата против «Штутгарта», за который выступал сезоном ранее. Всего во всех турнирах появился на поле 36 раз, отметившись 6 голами и одной голевой передачей. Мармуш и «Вольфсбург» не смогли договориться о новом контракте, в результате чего игрок покинул команду в статусе свободного агента.

### «Айнтрахт» Франкфурт
15 мая 2023 года франкфуртский «Айнтрахт» объявил о подписании контракта с Омаром Мармушем до лета 2027 года.

#### Сезон 2023/24
13 августа 2023 года забил свой первый гол за новую команду в первом раунде Кубка Германии против «Локомотива» (Лейпциг) (7:0). 27 августа 2023 года забил первый гол за «Айнтрахт» в Бундеслиге в ничейном матче (1:1) против «Майнца 05». 20 сентября впервые отметился голом в еврокубках в матче Лиги конференций УЕФА против «Абердина» (2:1).
По ходу сезона Мармуш отметился важными голами: дубль против дортмундской «Боруссии» (3:3), гол в разгромной победе против «Баварии» (5:1) и пенальти в ничейном матче против «РБ Лейпцига» (2:2), давшем клубу из Франкфурта путёвку в Лигу Европы УЕФА 2024/2025. В общей сложности Мармуш забил 16 голов в 37 матчах во всех турнирах. Отличный дебютный сезон привлёк внимание топ-клубов Европы. По сообщениям СМИ, такие клубы, как «Арсенал», «Ливерпуль», «Ньюкасл Юнайтед» и «Тоттенхэм Хотспур», были заинтересованы в подписании Мармуша во время летнего или зименго трансферного окна.

#### Сезон 2024/25
В сентябре 2024 года Омар Мармуш сделал дубль в матче против своего бывшего клуба «Вольфсбурга» и поучаствовал в важных голах против мёнхенгладбахской «Боруссии» и «Хольштайна». Всего в этом месяце он забил 6 голов и сделал 3 голевые передачи, чем заслужил звание игрока месяца в Бундеслиге. На тот момент в списке бомбардиров он также опережал Гарри Кейна, лучшего бомбардира прошлого сезона.
В Лиге Европы Мармуш забил пенальти в ворота «Бешикташа» и голы прямым ударом со штрафного в матчах против пражской «Славии» и «Мидтьюлланна». В ноябре Мармуш также забивал со штрафного против «Бохума» и «Штутгарта», сделав трёхматчевую серию из голов со штрафного, что до этого удавалось в Германии только Кристиану Фуксу в сезоне 2009/10.
По итогам первой половины сезона Бундеслиги Мармуш был вторым лучшим бомбардиром после Кейна, имея на своём счету 15 голов. Этот результат стал лучшим в истории «Айнтрахта», побив рекорд Теофаниса Гекаса, забившего 14 голов в первой половине сезона 2010/11.

### «Манчестер Сити»
23 января 2025 года перешёл в «Манчестер Сити», подписав контракт до лета 2029 года. Омар в клубе получил 7-й номер. Дебютировал за команду 25 января в матче 23-го тура Премьер-лиги с лондонским «Челси». 15 февраля Омар в матче 25-го тура Премьер-лиги с «Ньюкаслом Юнайтед» забил первые мячи за команду (4:0). В этом матче он оформил хет-трик за 14 минут в первом тайме.

## Международная карьера
В 2017 году в составе молодёжной сборной Египта Мармуш принял участие в молодёжном Кубке Африки в Замбии. На турнире он сыграл в матчах против команд Мали и Замбии.
8 октября 2021 года в отборочном матче чемпионата мира 2022 против сборной Ливии Мармуш дебютировал за сборную Египта. В этом же поединке он забил свой первый гол за национальную команду.
В 2022 году в составе сборной Мармуш стал серебряным призёром Кубка Африки в Камеруне. На турнире он сыграл в матчах против команд Нигерии, Гвинеи-Бисау, Судана, Кот-д’Ивуара, Марокко, Камеруна и Сенегала.

## Достижения

### Командные
«Вольфсбург II»
- Чемпион Региональной лиги «Север»: 2018/19[34]

Сборная Египта
- Серебряный призёр Кубка африканских наций: 2021

### Индивидуальные
- Игрок месяца в Бундеслиге: сентябрь 2024, ноябрь 2024[35]
- Новичок месяца в Бундеслиге: сентябрь 2021, март 2022

## Статистика выступлений

### Клубная
| Выступление          | Выступление               | Выступление      | Чемпионат | Чемпионат | Кубки | Кубки | Еврокубки | Еврокубки | Прочие | Прочие | Итого | Итого |
| Клуб                 | Лига                      | Сезон            | Игры      | Голы      | Игры  | Голы  | Игры      | Голы      | Игры   | Голы   | Игры  | Голы  |
| -------------------- | ------------------------- | ---------------- | --------- | --------- | ----- | ----- | --------- | --------- | ------ | ------ | ----- | ----- |
| Вади Дегла           | Премьер-лига              | 2015/16          | 1         | 0         | 0     | 0     | 0         | 0         | 0      | 0      | 1     | 0     |
| Вади Дегла           | Премьер-лига              | 2016/17          | 15        | 2         | 2     | 1     | 0         | 0         | 0      | 0      | 17    | 3     |
| Вади Дегла           | Итого                     | Итого            | 16        | 2         | 2     | 1     | 0         | 0         | 0      | 0      | 18    | 3     |
| Вольфсбург           | Бундеслига                | 2019/20          | 5         | 0         | 0     | 0     | 1         | 0         | 0      | 0      | 6     | 0     |
| Вольфсбург           | Бундеслига                | 2020/21          | 1         | 0         | 2     | 0     | 1         | 0         | 0      | 0      | 4     | 0     |
| Вольфсбург           | Бундеслига                | 2021/22          | 2         | 0         | 0     | 0     | 0         | 0         | 0      | 0      | 2     | 0     |
| Вольфсбург           | Бундеслига                | 2022/23          | 33        | 5         | 3     | 1     | 0         | 0         | 0      | 0      | 36    | 6     |
| Вольфсбург           | Итого                     | Итого            | 41        | 5         | 5     | 1     | 2         | 0         | 0      | 0      | 48    | 6     |
| Вольфсбург II        | Региональная лига «Север» | 2017/18          | 14        | 1         | 0     | 0     | 0         | 0         | 0      | 0      | 14    | 1     |
| Вольфсбург II        | Региональная лига «Север» | 2018/19          | 5         | 0         | 0     | 0     | 0         | 0         | 0      | 0      | 5     | 0     |
| Вольфсбург II        | Региональная лига «Север» | 2019/20          | 15        | 9         | 0     | 0     | 0         | 0         | 0      | 0      | 15    | 9     |
| Вольфсбург II        | Региональная лига «Север» | 2020/21          | 2         | 1         | 0     | 0     | 0         | 0         | 0      | 0      | 2     | 1     |
| Вольфсбург II        | Итого                     | Итого            | 36        | 11        | 0     | 0     | 0         | 0         | 0      | 0      | 36    | 11    |
| → Санкт-Паули        | Вторая Бундеслига         | 2020/21          | 21        | 7         | 0     | 0     | 0         | 0         | 0      | 0      | 21    | 7     |
| → Санкт-Паули        | Итого                     | Итого            | 21        | 7         | 0     | 0     | 0         | 0         | 0      | 0      | 21    | 7     |
| → Штутгарт           | Бундеслига                | 2021/22          | 21        | 3         | 0     | 0     | 0         | 0         | 0      | 0      | 21    | 3     |
| → Штутгарт           | Итого                     | Итого            | 21        | 3         | 0     | 0     | 0         | 0         | 0      | 0      | 21    | 3     |
| Айнтрахт (Франкфурт) | Бундеслига                | 2023/24          | 29        | 12        | 3     | 1     | 9         | 4         | 0      | 0      | 41    | 17    |
| Айнтрахт (Франкфурт) | Бундеслига                | 2024/25          | 17        | 15        | 3     | 1     | 6         | 4         | 0      | 0      | 26    | 20    |
| Айнтрахт (Франкфурт) | Итого                     | Итого            | 46        | 27        | 6     | 2     | 15        | 8         | 0      | 0      | 67    | 37    |
| Манчестер Сити       | Английская премьер-лига   | 2024/25          | 16        | 7         | 4     | 1     | 2         | 0         | 0      | 0      | 22    | 8     |
| Манчестер Сити       | Итого                     | Итого            | 16        | 7         | 4     | 1     | 2         | 0         | 0      | 0      | 22    | 8     |
| Всего за карьеру     | Всего за карьеру          | Всего за карьеру | 197       | 62        | 17    | 5     | 19        | 8         | 0      | 0      | 233   | 75    |

### Список матчей за сборную
| Матчи и голы Омара Мармуша за сборную Египта | Матчи и голы Омара Мармуша за сборную Египта | Матчи и голы Омара Мармуша за сборную Египта | Матчи и голы Омара Мармуша за сборную Египта | Матчи и голы Омара Мармуша за сборную Египта | Матчи и голы Омара Мармуша за сборную Египта | Матчи и голы Омара Мармуша за сборную Египта |
| №                                            | Дата                                         | Оппонент                                     | Счёт                                         | Голы Мармуша                                 | Соревнование                                 |                                              |
| -------------------------------------------- | -------------------------------------------- | -------------------------------------------- | -------------------------------------------- | -------------------------------------------- | -------------------------------------------- | -------------------------------------------- |
| 1                                            | 8 октября 2021                               | Ливия                                        | 1:0                                          | 49′                                          | Отборочные матчи ЧМ-2022. Второй раунд       |                                              |
| 2                                            | 11 октября 2011                              | Ливия                                        | 3:0                                          | —                                            | Отборочные матчи ЧМ-2022. Второй раунд       |                                              |
| 3                                            | 11 января 2022                               | Нигерия                                      | 0:1                                          | —                                            | Кубок африканских наций 2021. Групповой этап |                                              |
| 4                                            | 15 января 2022                               | Гвинея-Бисау                                 | 1:0                                          | —                                            | Кубок африканских наций 2021. Групповой этап |                                              |
| 5                                            | 19 января 2022                               | Судан                                        | 1:0                                          | —                                            | Кубок африканских наций 2021. Групповой этап |                                              |
| 6                                            | 26 января 2022                               | Кот-д’Ивуар                                  | 0:0 (пен. 5:4)                               | —                                            | Кубок африканских наций 2021. 1/8 финала     |                                              |
| 7                                            | 30 января 2022                               | Марокко                                      | 2:1                                          | —                                            | Кубок африканских наций 2021. 1/4 финала     |                                              |
| 8                                            | 3 февраля 2022                               | Камерун                                      | 0:0 (пен. 3:1)                               | —                                            | Кубок африканских наций 2021. Полуфинал      |                                              |
| 9                                            | 6 февраля 2022                               | Сенегал                                      | 0:0 (пен. 2:4)                               | —                                            | Кубок африканских наций 2021. Финал          |                                              |
| 10                                           | 25 марта 2022                                | Сенегал                                      | 1:0                                          | —                                            | Отборочные матчи ЧМ-2022. Третий раунд       |                                              |
| 11                                           | 29 марта 2022                                | Сенегал                                      | 0:1 (пен. 1:3)                               | —                                            | Отборочные матчи ЧМ-2022. Третий раунд       |                                              |
| 12                                           | 5 июня 2022                                  | Гвинея                                       | 1:0                                          | —                                            | Отборочные матчи КАН-2023. Групповой раунд   |                                              |
| 13                                           | 9 июня 2022                                  | Эфиопия                                      | 0:2                                          | —                                            | Отборочные матчи КАН-2023. Групповой раунд   |                                              |
| 14                                           | 23 сентября 2022                             | Нигер                                        | 3:0                                          | —                                            | Товарищеский матч                            |                                              |
| 15                                           | 27 сентября 2022                             | Либерия                                      | 3:0                                          | 38′                                          | Товарищеский матч                            |                                              |
| 16                                           | 24 марта 2023                                | Малави                                       | 2:0                                          | 45+1′                                        | Отборочные матчи КАН-2023. Групповой раунд   |                                              |
| 17                                           | 28 марта 2023                                | Малави                                       | 4:0                                          | 16′                                          | Отборочные матчи КАН-2023. Групповой раунд   |                                              |
| 18                                           | 14 июня 2023                                 | Гвинея                                       | 2:1                                          | —                                            | Отборочные матчи КАН-2023. Групповой раунд   |                                              |
| 19                                           | 8 сентября 2023                              | Эфиопия                                      | 1:0                                          | —                                            | Отборочные матчи КАН-2023. Групповой раунд   |                                              |
| 20                                           | 12 сентября 2023                             | Тунис                                        | 1:3                                          | —                                            | Товарищеский матч                            |                                              |
| 21                                           | 12 октября 2023                              | Замбия                                       | 1:0                                          | —                                            | Товарищеский матч                            |                                              |
| 22                                           | 16 октября 2023                              | Алжир                                        | 1:1                                          | —                                            | Товарищеский матч                            |                                              |
| 23                                           | 16 ноября 2023                               | Джибути                                      | 6:0                                          | —                                            | Отборочные матчи ЧМ-2026. Первый раунд       |                                              |
| 24                                           | 19 ноября 2023                               | Сьерра-Леоне                                 | 2:0                                          | —                                            | Отборочные матчи ЧМ-2026. Первый раунд       |                                              |
| 25                                           | 7 января 2024                                | Танзания                                     | 2:0                                          | —                                            | Товарищеский матч                            |                                              |
| 26                                           | 14 января 2024                               | Мозамбик                                     | 2:2                                          | —                                            | Кубок африканских наций 2023. Групповой этап |                                              |
| 27                                           | 18 января 2024                               | Гана                                         | 2:2                                          | 69′                                          | Кубок африканских наций 2023. Групповой этап |                                              |
| 28                                           | 22 января 2024                               | Кабо-Верде                                   | 2:2                                          | —                                            | Кубок африканских наций 2023. Групповой этап |                                              |
| 29                                           | 28 января 2024                               | ДР Конго                                     | 1:1 (пен. 7:8)                               | —                                            | Кубок африканских наций 2023. 1/8 финала     |                                              |
| 30                                           | 22 марта 2024                                | Новая Зеландия                               | 1:0                                          | —                                            | Товарищеский матч                            |                                              |
| 31                                           | 26 марта 2024                                | Хорватия                                     | 2:4                                          | —                                            | Товарищеский матч                            |                                              |
| 32                                           | 6 сентября 2014                              | Кабо-Верде                                   | 3:0                                          | 45+1′                                        | Отборочные матчи КАН-2025. Групповой раунд   |                                              |
| 33                                           | 11 октября 2024                              | Мавритания                                   | 2:0                                          | —                                            | Отборочные матчи КАН-2025. Групповой раунд   |                                              |
| 34                                           | 15 октября 2024                              | Мавритания                                   | 1:0                                          | —                                            | Отборочные матчи КАН-2025. Групповой раунд   |                                              |
| 35                                           | 19 ноября 2024                               | Ботсвана                                     | 1:1                                          | —                                            | Отборочные матчи КАН-2025. Групповой раунд   |                                              |

Итого: 35 матчей / 6 голов; 23 победы, 5 ничьих, 7 поражений